# マサ

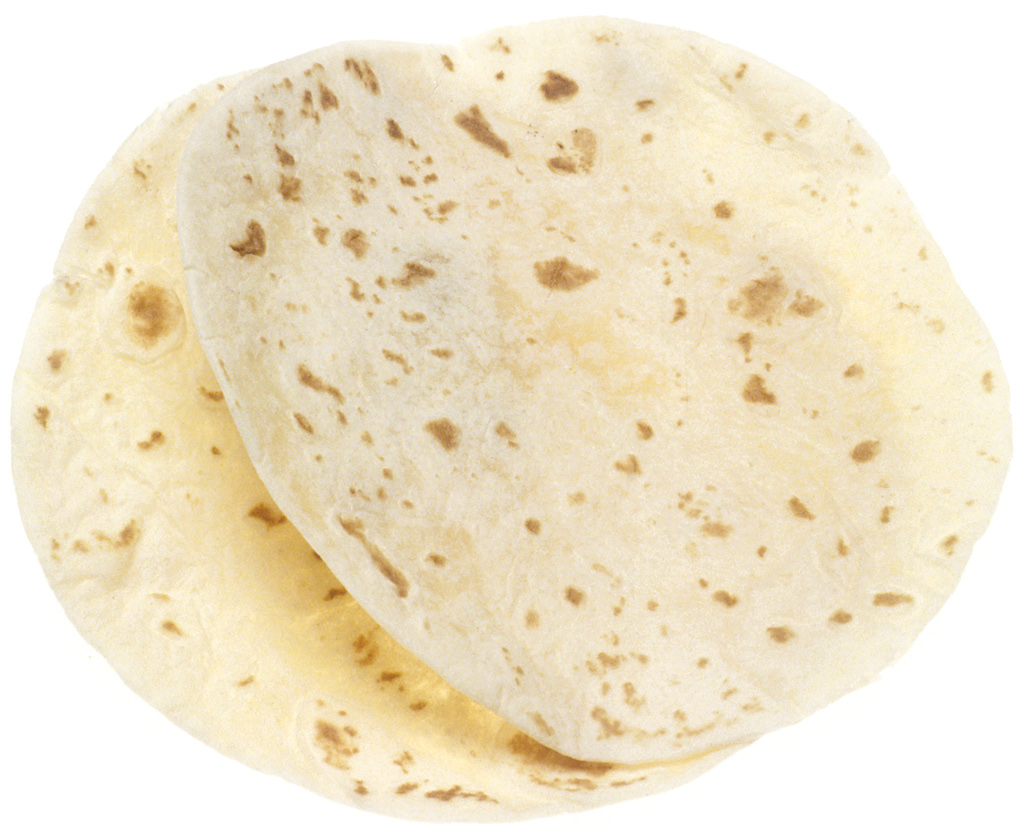
小麦粉のマサを用いたトルティーヤ

マサ（スペイン語：masa）とは、穀類の粉に水を加えて作る生地の総称である。
マサ・ニシュタマレラ（masa nixtamalera）とは、ニシュタマリゼーションと呼ばれる石灰水処理を行ったトウモロコシの穀粒から作られるパン生地であり、メキシコ、中央アメリカや南アメリカの伝統的な家庭料理に使用される。トウモロコシはグルテンを持たないため、単純に製粉して加水し、こねてもパン生地としての粘り気は得られないが、石灰水処理を行うと、粘り気のあるパン生地を作ることができる。マサは主にトルティーヤやタマレスの材料として使用される。
メキシコでは、完熟したトウモロコシの穀粒を石灰および水と一緒に加熱処理し、一晩放置してから水でさらしてアルカリを除いたものをニシュタマル（nixtamal）と呼ぶ。これを伝統的にはメタテ（metate）と呼ばれる石皿とマノ（mano）と呼ばれるすり棒で、食品工業的には粉砕機で細かく挽くことによって作られる。アルカリ水溶液処理したトウモロコシを乾燥させて粉にした乾燥マサも市販されており、水を加えてこねるだけでマサができる。マサを円形に薄く延ばして焼くとトルティーヤとなり、これで挽肉やチーズなどの具を巻くとタコスになる。マサにラードを混ぜて味をつけ、辛口の挽肉やフリホレス・レフリトスを包み、トウモロコシの皮やバナナの葉に包んで蒸すとタマレスとなる。メキシコではこの他にもマサを使った様々な料理が発達している。石灰水処理（ニシュタマリゼーション）の食品化学的意義についてはトルティーヤの項目でも詳述されている。

## その他
- マサ・デ・マイス（masa de maiz）あるいはマサ・アリナ（masa harina）とは、石灰水処理していないトウモロコシの粉から作る生地のことである。{{要検証}}
- マサ・トリゴ（masa trigo）とは小麦粉で作ったマサのことで、薄くのばして小麦粉のトルティーヤを作る。